# فهرست دسرها و شیرینی‌های ژاپنی

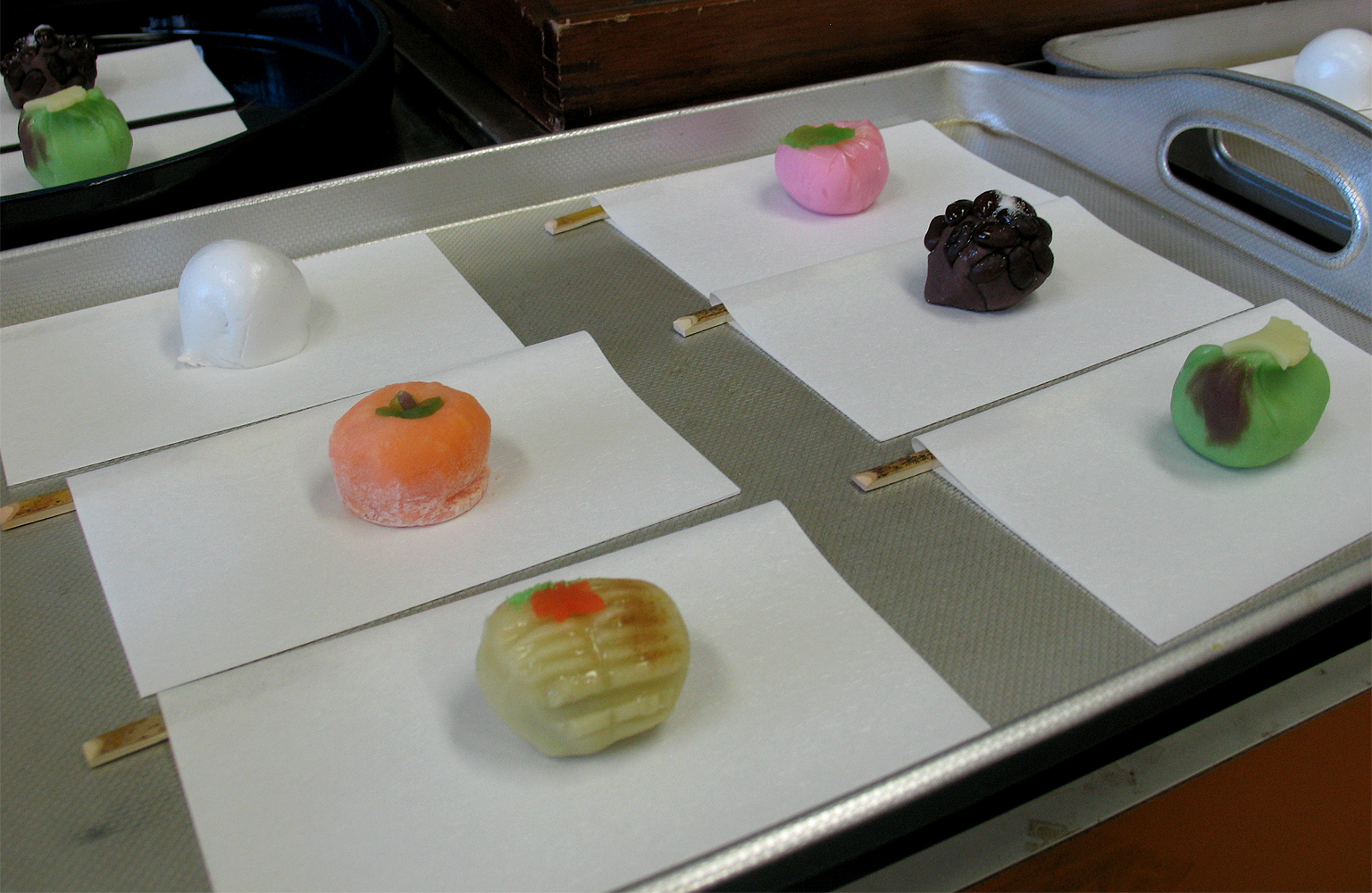
یک مجموعه انتخاب شده از واگاشی‌هایی که در یک مراسم چای ژاپنی سرو می‌شوند

فهرست دسرها و شیرینی‌های ژاپنی در آشپزی ژاپنی، شیرینی‌های سنتی ژاپنی به عنوان واگاشی شناخته می‌شوند. مواد تشکیل دهنده مانند آن (پوره لوبیا) و موچی در واگاشی کاربرد دارند. به غیر از آن بسیاری از شیرینی‌ها و دسرهای مدرن نیز در ژاپن وجود دارد.

## دسرها

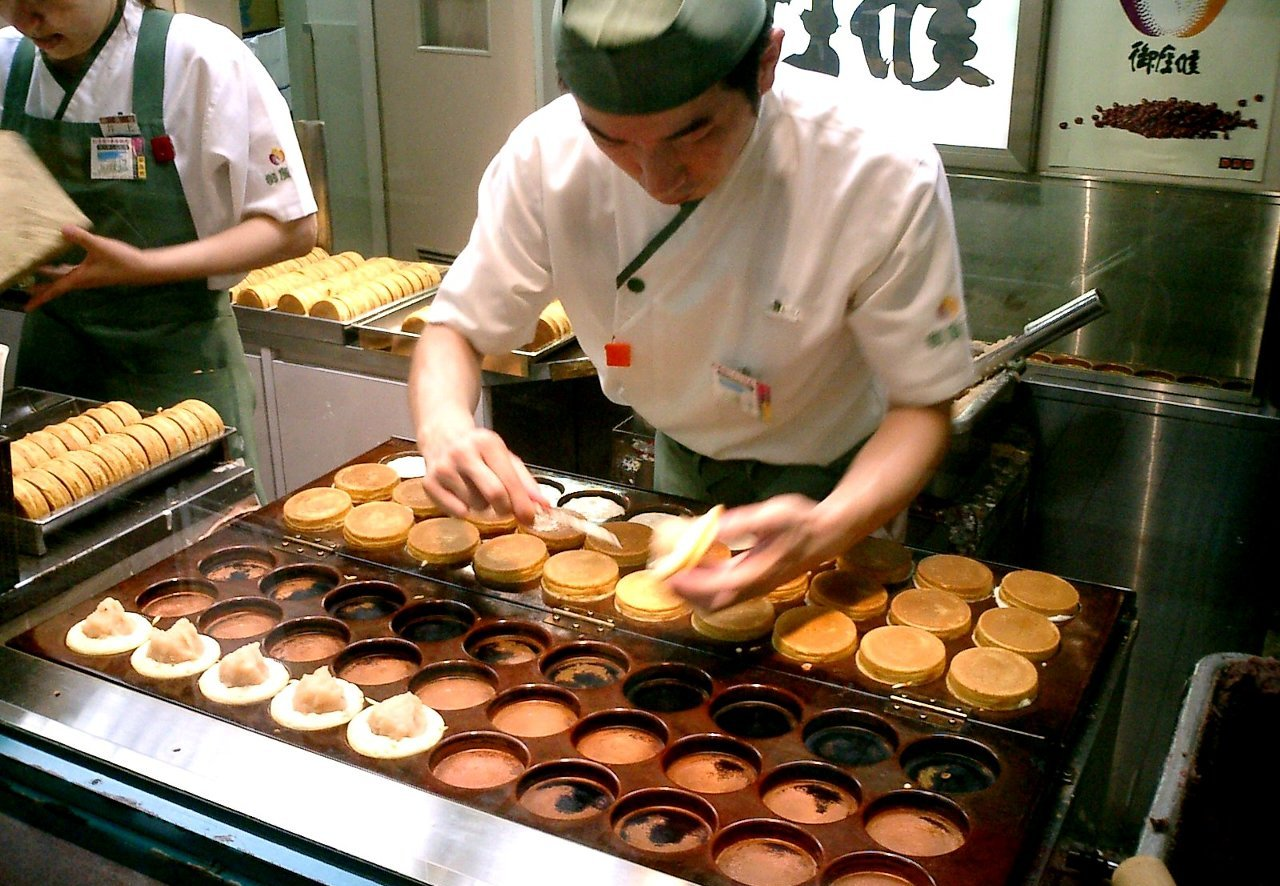
آماده کردن ایماگاوایاکی (گوزاسورو) در یک مغازه در ساننومیا، کوبه (شهر), ژاپن

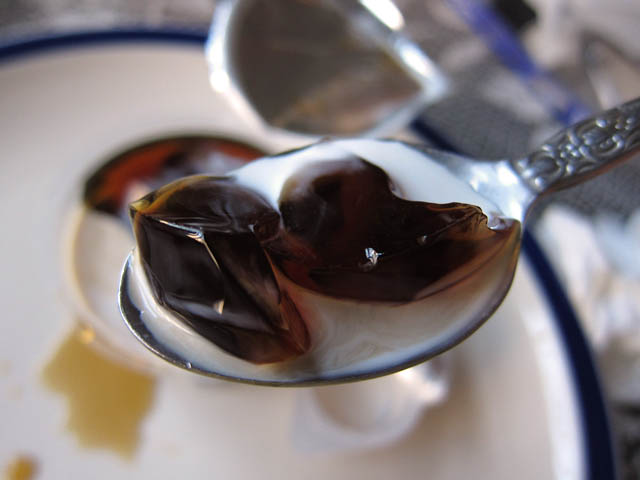
ژله قهوه یک ژله رایج در ژاپن است

- هنر آبنبات‌سازی
- آنمیتسو
- آنپان
- کاستلا
- چینسوکو
- ژله قهوه
- بستنی چای سبز
- ژله هاکوتو
- ایماگاوایاکی
- مرون‌پان
- بستنی موچی[۱]
- مومیجی مانجو[۲]
- کیک قطره‌ای
- ساتا آنداگی

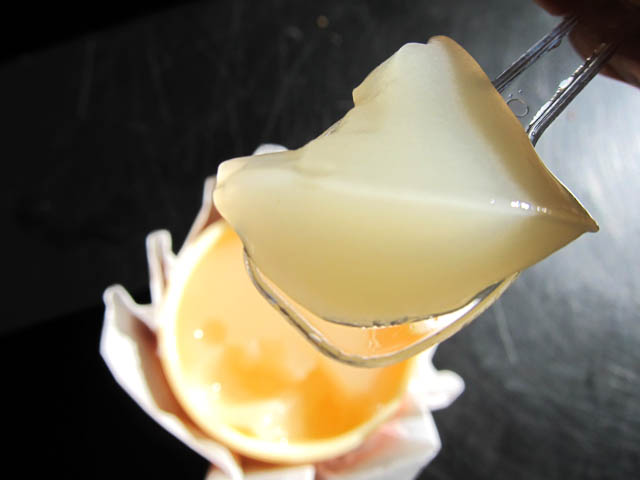
ژله هاکوتو یک دسر فصلی در آشپزی ژاپنی است که در فصل تابستان تهیه می‌شود.
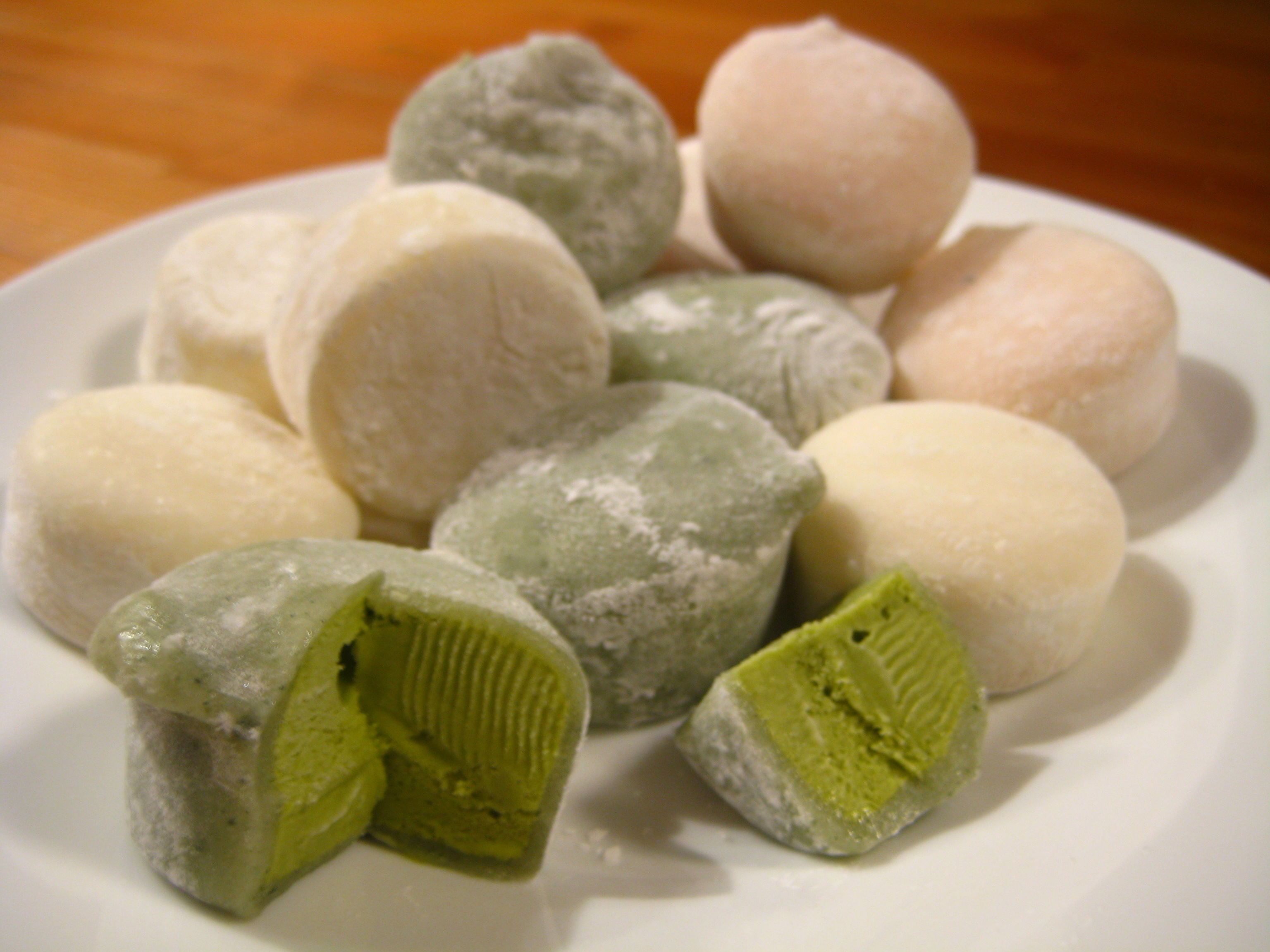
بستنی موچی یک شیرینی ژاپنی که از موچی ( برنج چسبناک کوبیده شده) ساخته شده‌است   و با بستنی پر شده‌است.
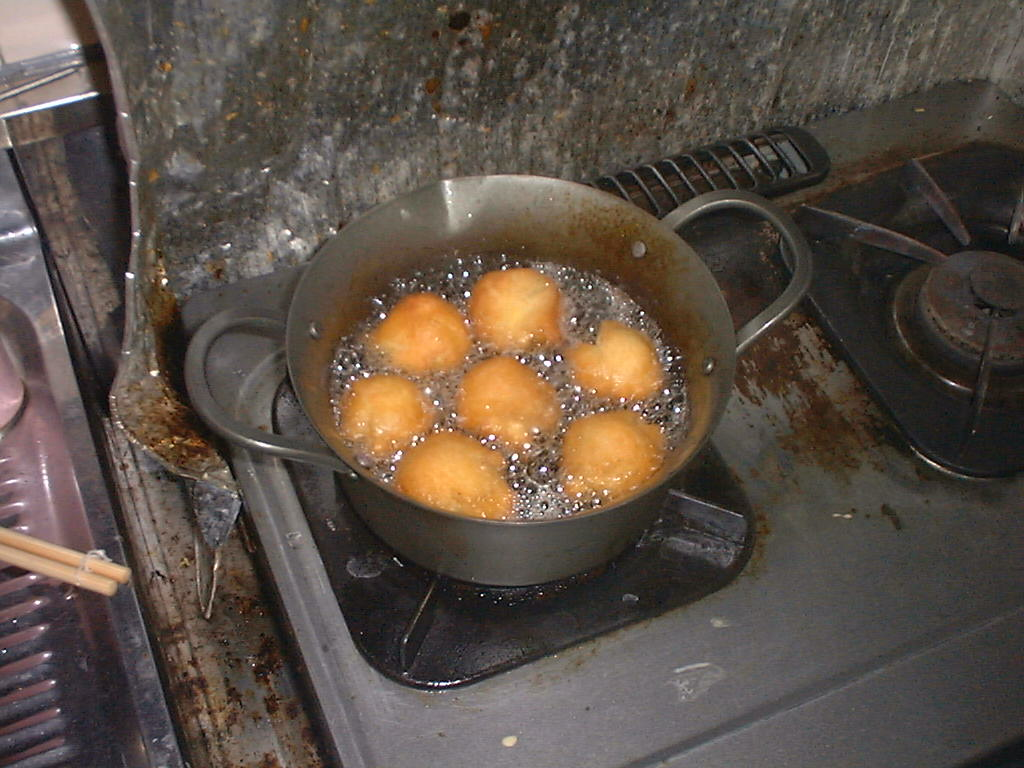
ساتا آنداگی نوعی شیرینی است که توسط روغن‌پزی عمیق تهیه می‌شود و مانند  دونات است

## واگاشی

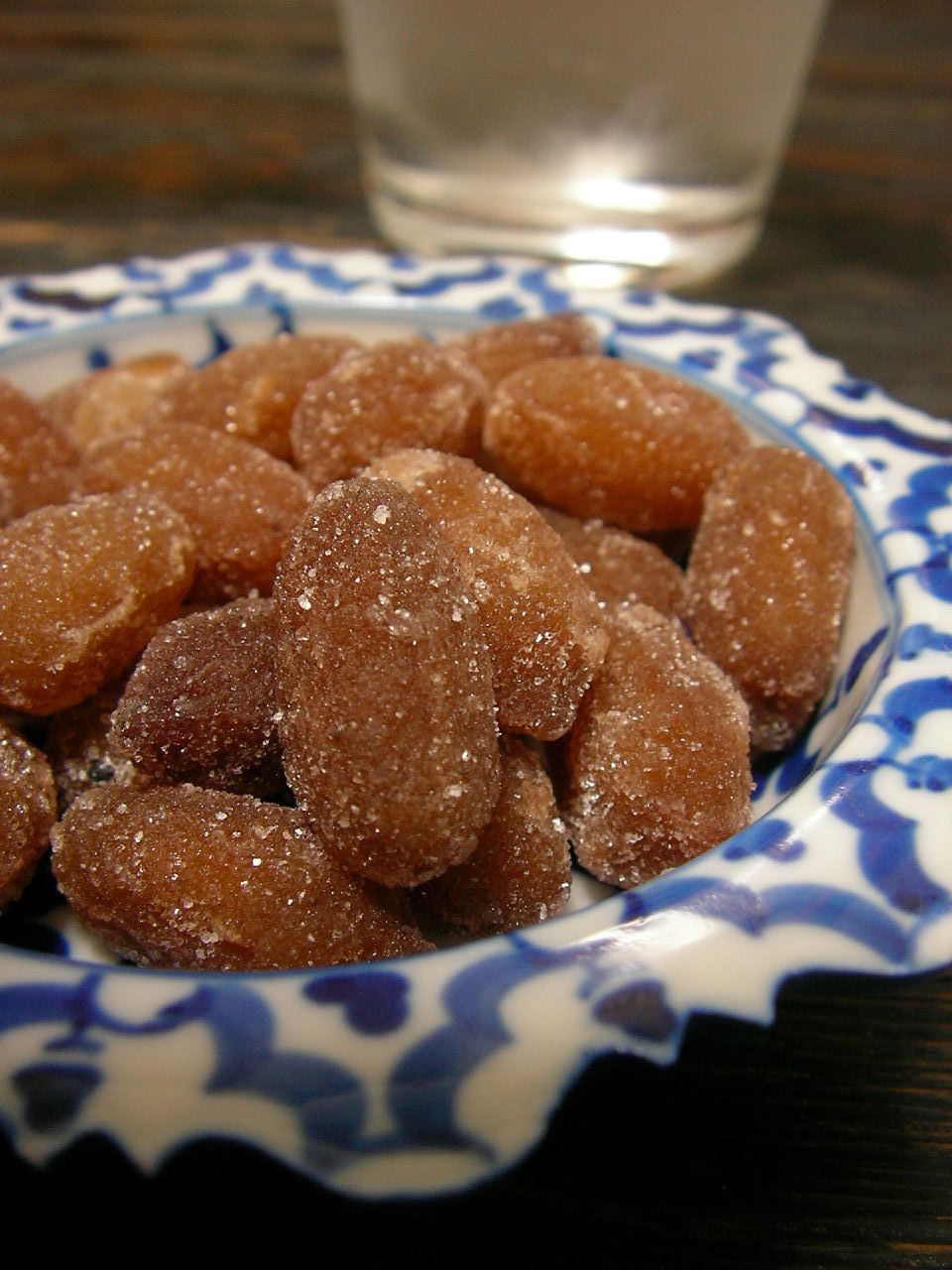
بادام زمینی آماناتو. نوعی فراورده‌های قندی و یک شیرینی سنتی ژاپنی است که از لوبیای آزوکی یا دیگر انواع لوبیا، ساخته شده و با شکر پوشانده شده‌است.

واگاشی نوعی فراورده‌های قندی و شیرینی سنتی ژاپنی است که بیشتر اوقات با چای سرو می‌شود و بخصوص بسیاری از انواع آن از موچی, آنکو (آن (پوره لوبیا)), و میوه‌ها ساخته می‌شود. بسیاری از انواع واگاشی حاوی مواد گیاهی ساخته می‌شوند.
A
- آکوماکی
- آماناتو
- آراره (غذا)

B
- بوتاموچی
- بی‌کا

C
- شیچی-گو-سان

D
- دایفوکو
- دانگو
- دورایاکی

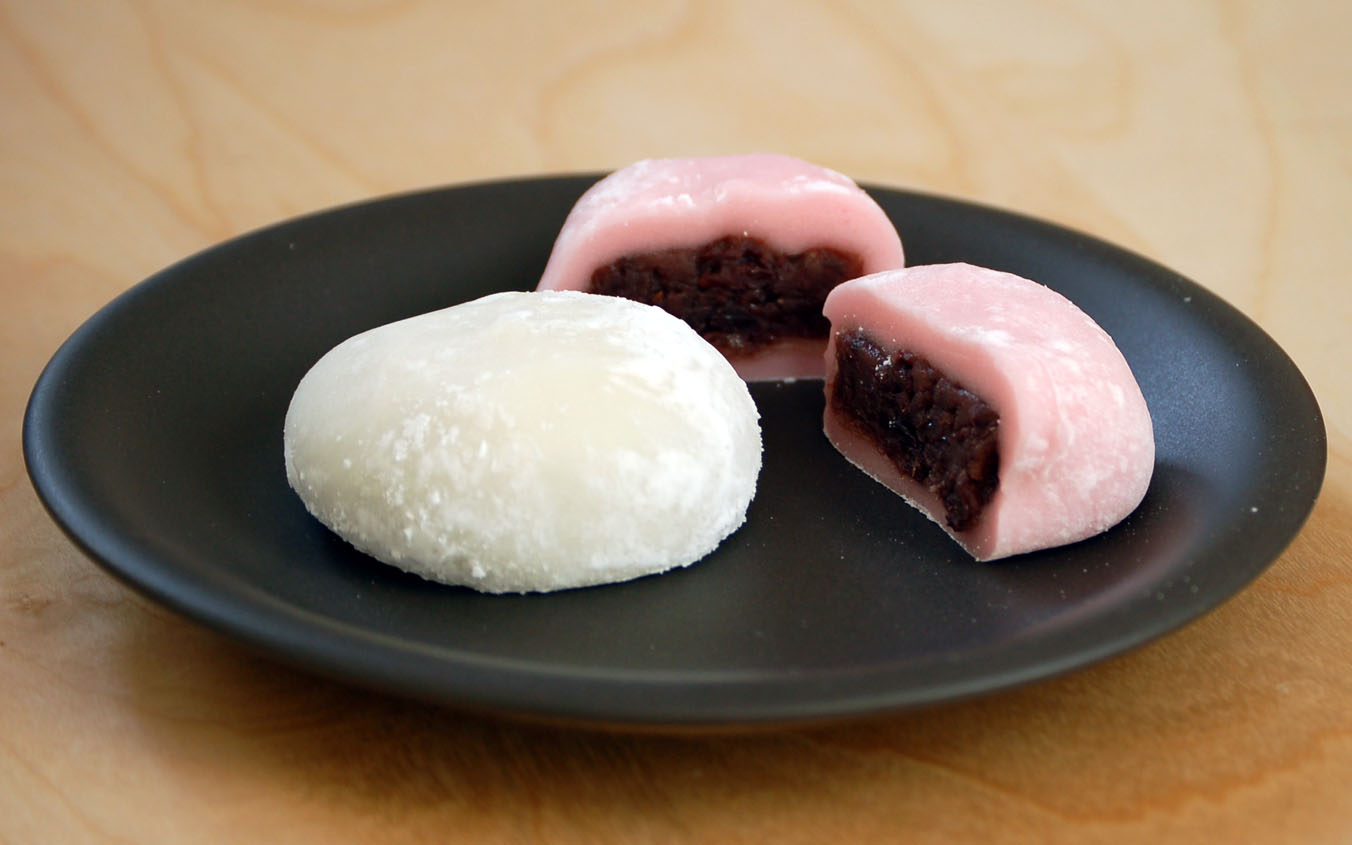
دایفوکو نوعی برنج چسبناک یا کیک برنج است که داخل آن با آن (پوره لوبیا), که لوبیای آزوکی شیرین و پوره شده‌است پر می‌شود.
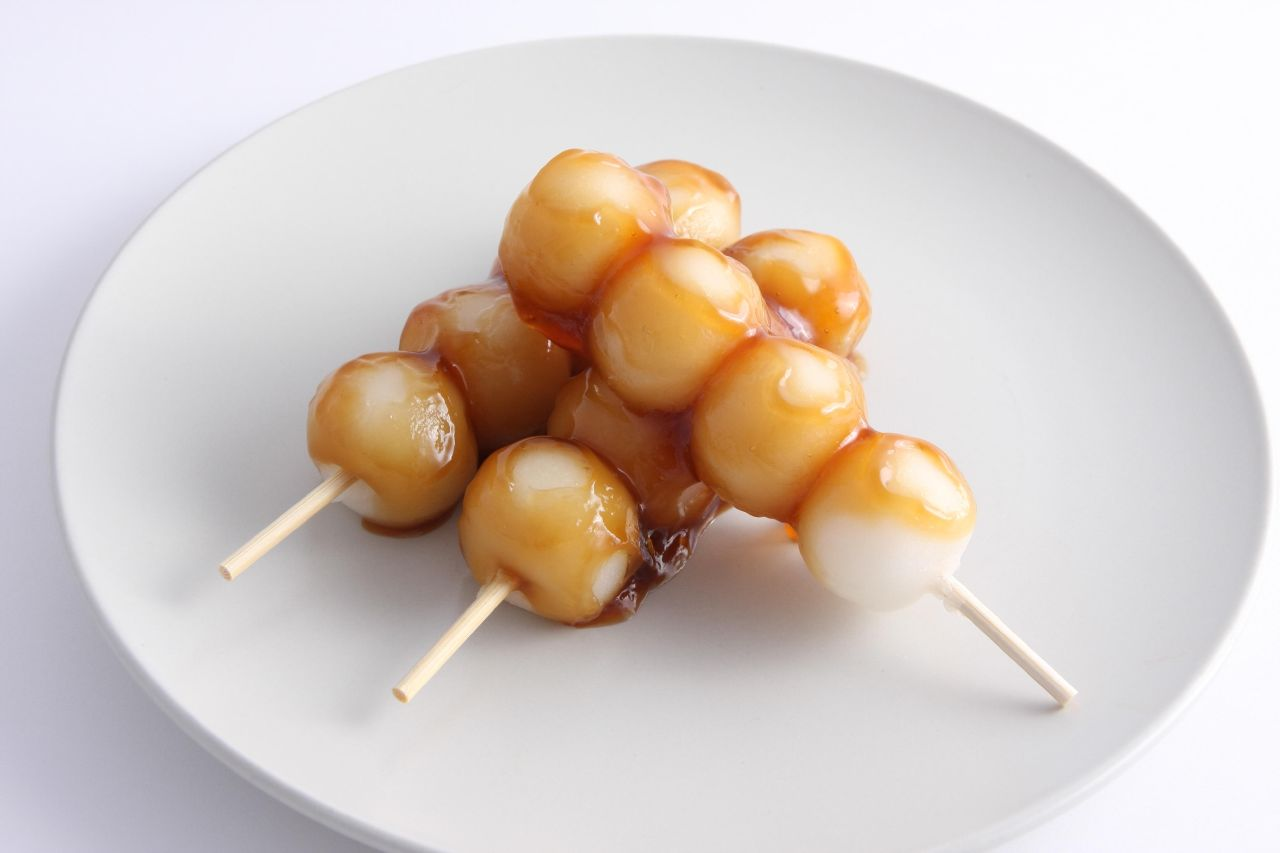
دانگو نوعی دامپلینگ شیرین است که  از (آرد برنج)، شیرین و تبدیل شده  موچی ساخته می‌شود. دانگو اغلب با چای سبز سرو می‌شود.

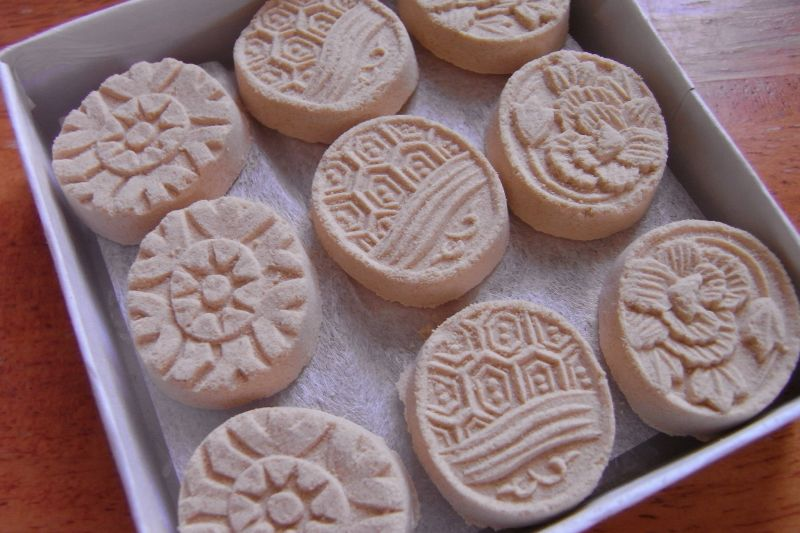
هیگاشی خشک و حاوی رطوبت بسیار کمی است و بنابراین نسبتاً طولانی‌تر از انواع دیگر واگاشی نگه داشته می‌شود.

G
- گیونوبو
- گیوهی

H
- هانابیراموچی
- هیگاشی
- هیشی موچی

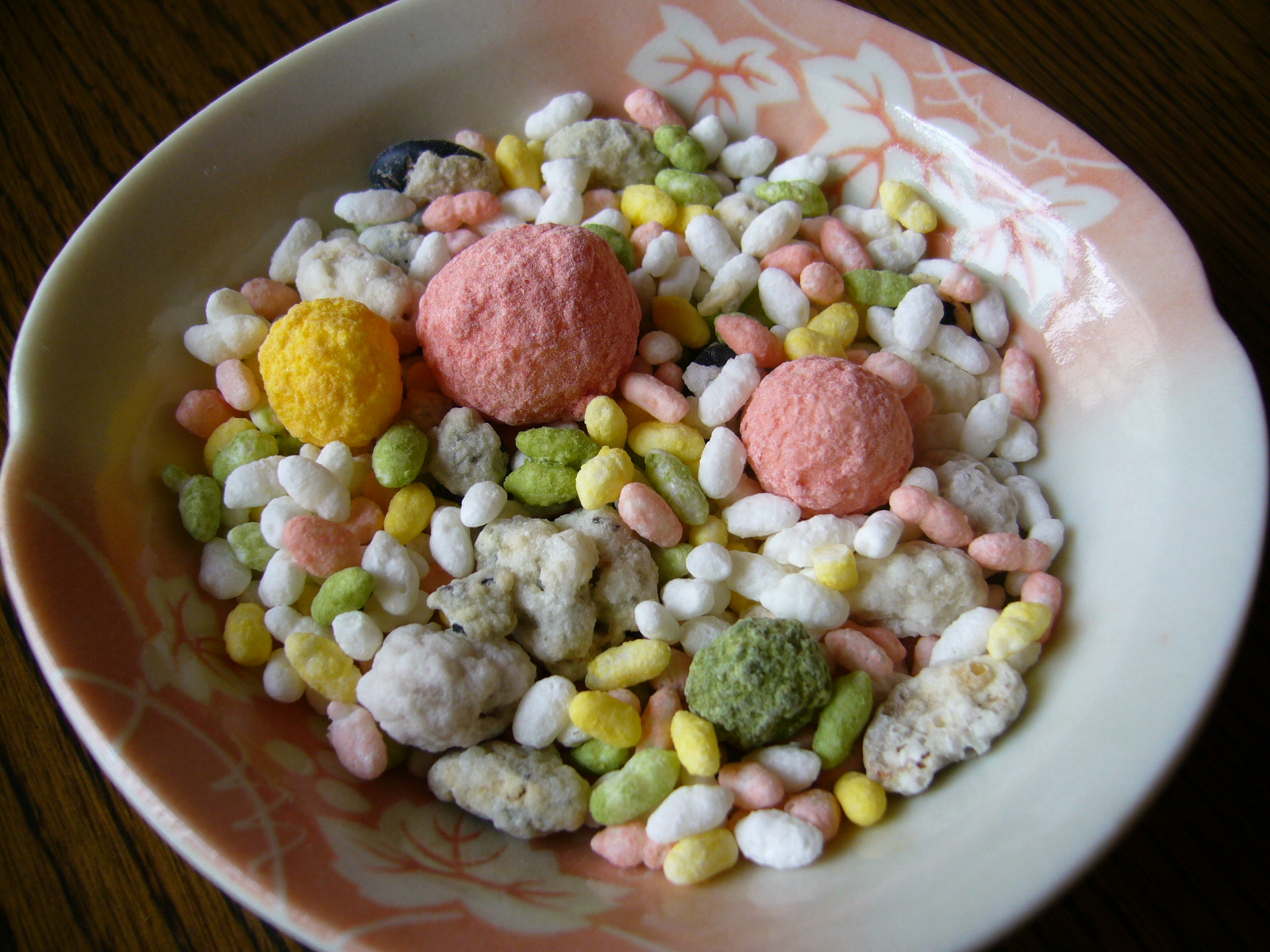
آراره یک نوع ژاپنی با اندازه یک گاز زدن است تردک از برنج چسبناک و مزه‌هایی مانند  سس سویا درست می‌شود . آراره در انواع شیرین و طعم دار آماده می‌شوند.
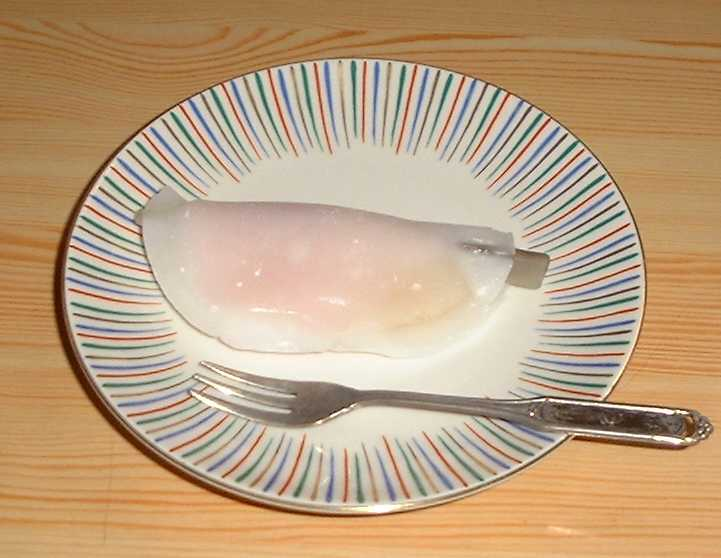
هانابیراموچی یک شیرین ژاپنی است که در ابتدای سال مصرف می‌شود.

I
- ایماگاوایاکی

K
- آگار
- کارینتو
- کاروکان
- کنپیتو
- کوسا موچی
- کوزو موچی
- موی فرشته

M
- مانجو
- میزوآمه
- موناکا

N
- ناماگاشی

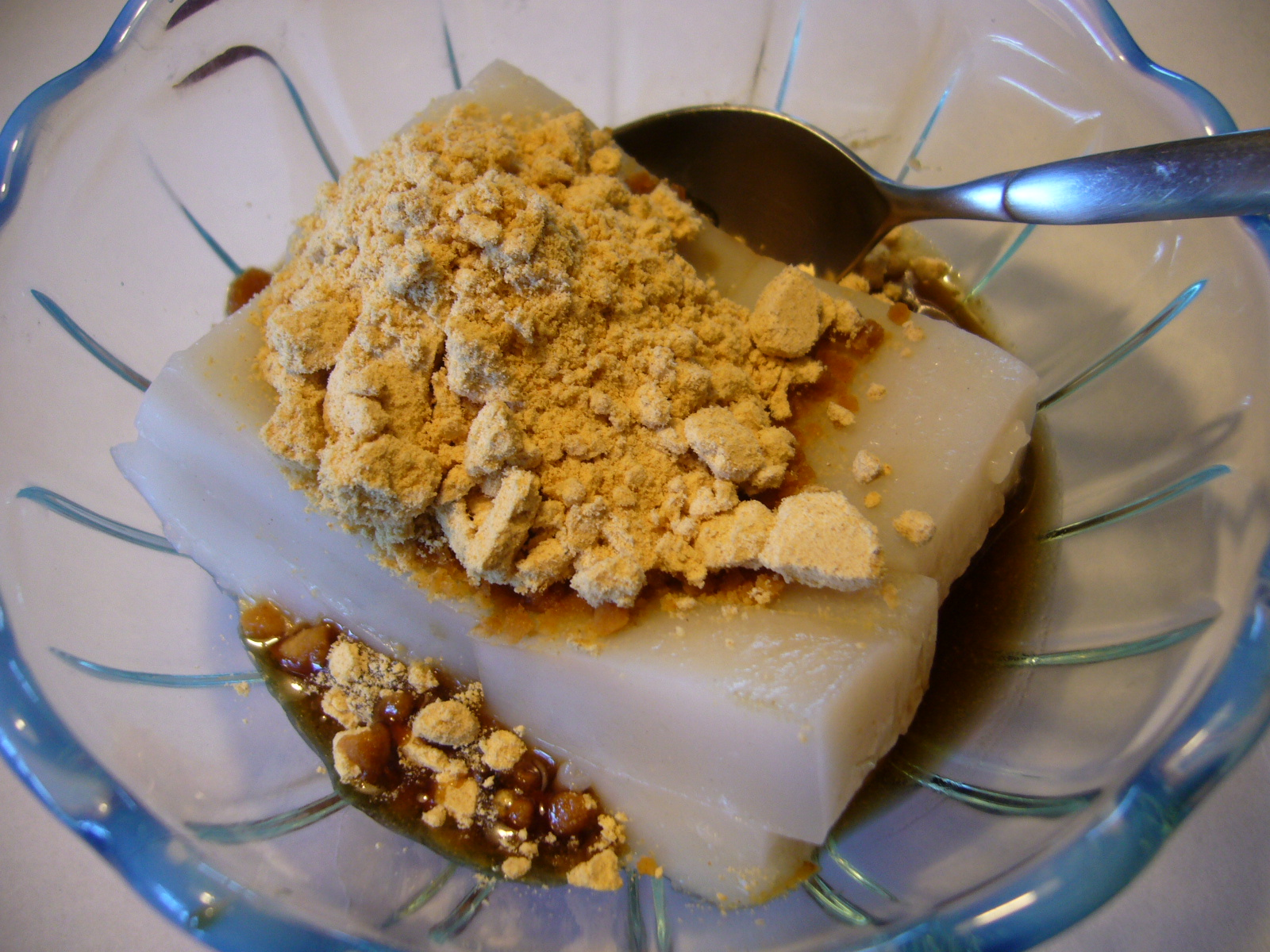
کوزو موچی نوعی موچی هستند که از کوزو کو درست می‌شوند

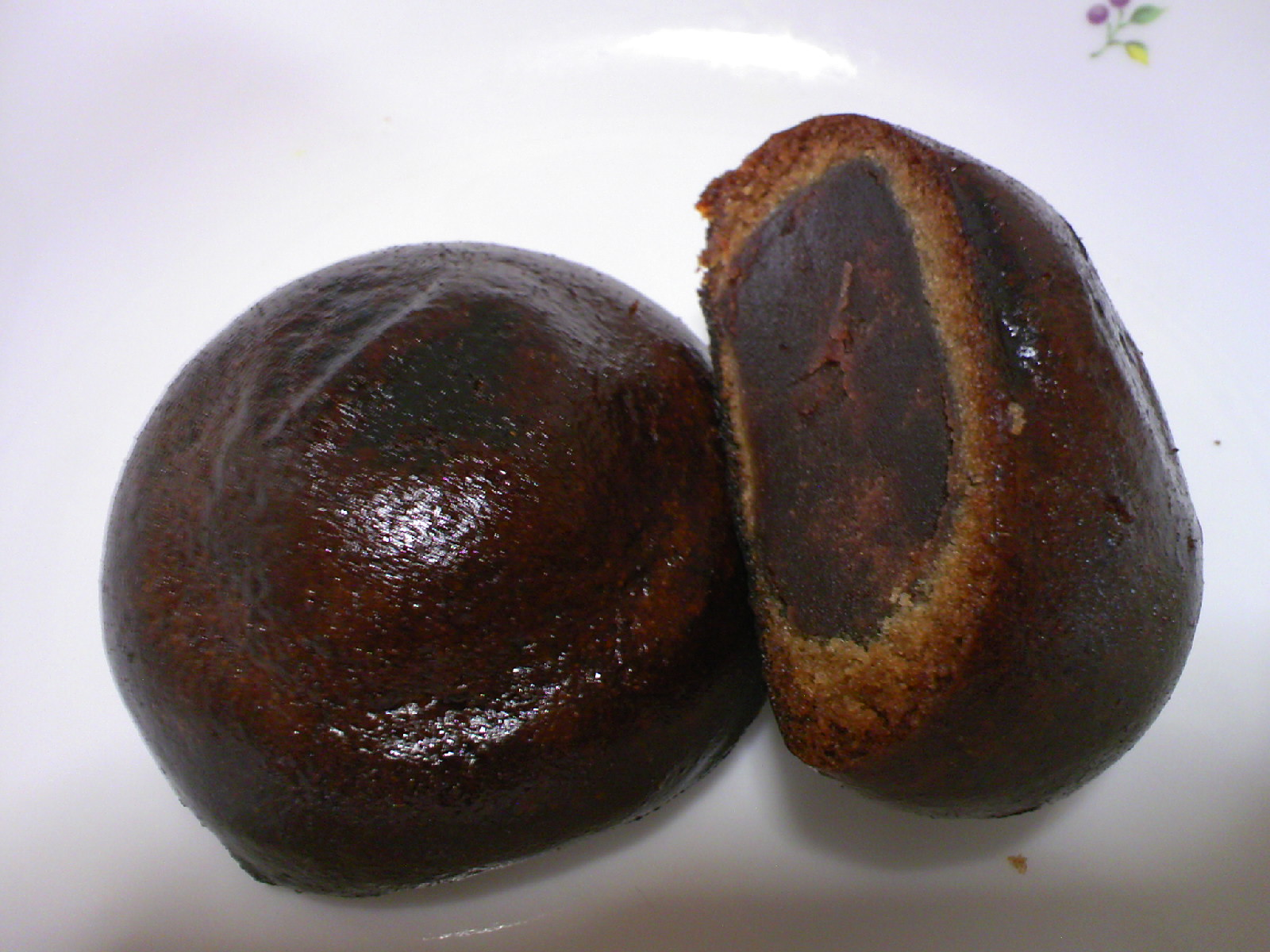
مانجو نوعی واگاشی بسیار رایج است ; که اکثر سطح  خارجی آن  ساخته شده از آرد، پودر  برنج و پودر گندم سیاه و پر شده از آنکو (آن (پوره لوبیا)), درست شده از لوبیای آزوکی پخته و شکر.
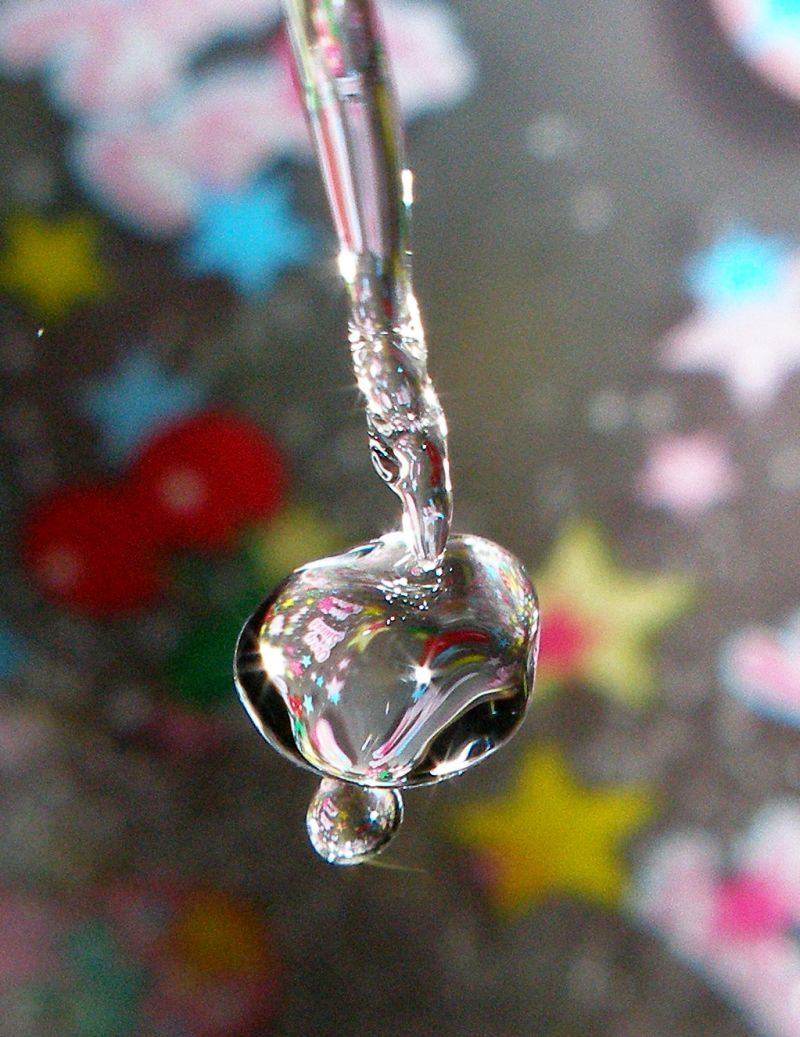
میزوآمه یکی از جایگزین‌های شکر در  ژاپن است که به معنای واقعی کلمه به "آب نبات" ترجمه شده‌است. ظاهر آن روشن، غلظت دار،  مایع چسبناکی است که از تبدیل نشاسته به شکر ساخته شده‌است.
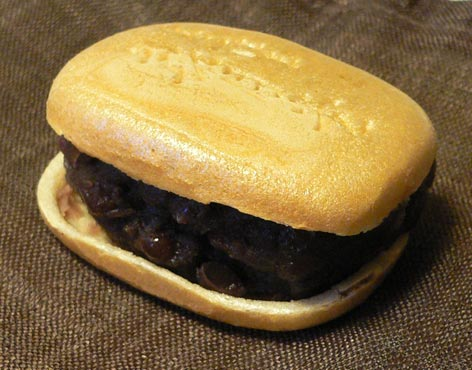
موناکا ساخته شده از لوبیای آزوکی و دو لایه نازک ساخته شده از موچی.
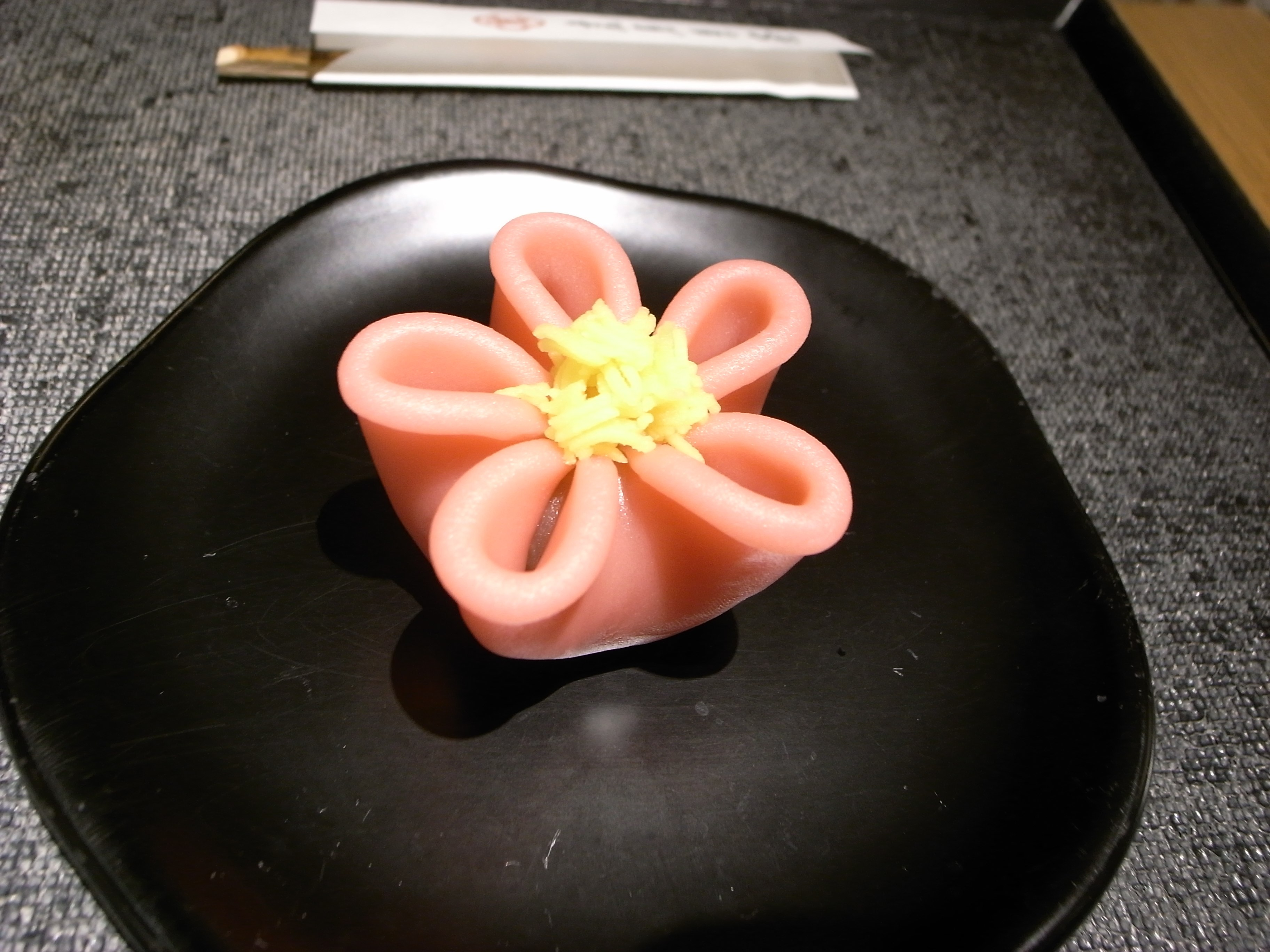
ناماگاشی نوع واگاشی و یک اصطلاح عمومی برای تنقلات استفاده شده در مراسم چای ژاپنی است. ناماگاشی ممکن است حاوی ژله‌های میوه ای، و دیگر انواع ژلاتین مانند آگار یا خمیر لوبیای شیرین باشد.

R
- آن (پوره لوبیا)
- سوپ لوبیای قرمز

S
- ساکورا موچی
- سنبی
- سوآما

T
- تای یاکی
- توکوروتن

U
- اوایرو

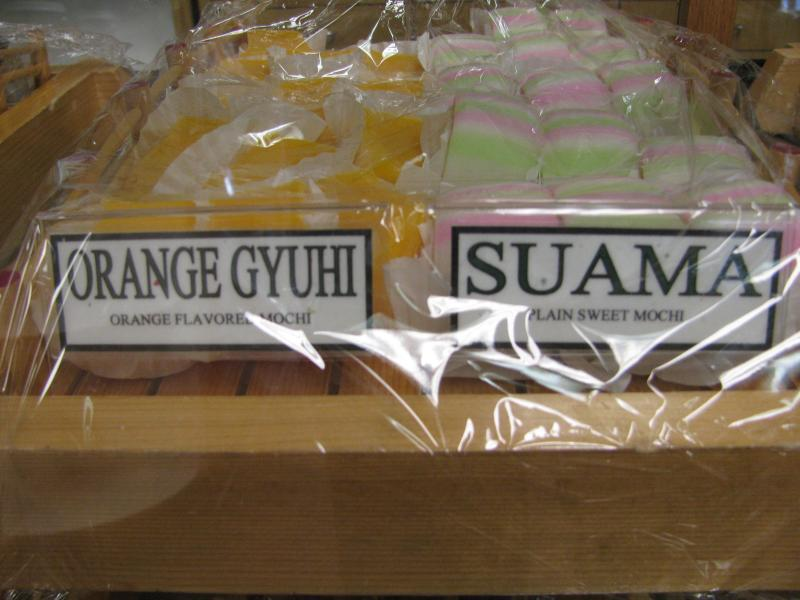
سوآما (راست) و گیوهی پرتقال (چپ)

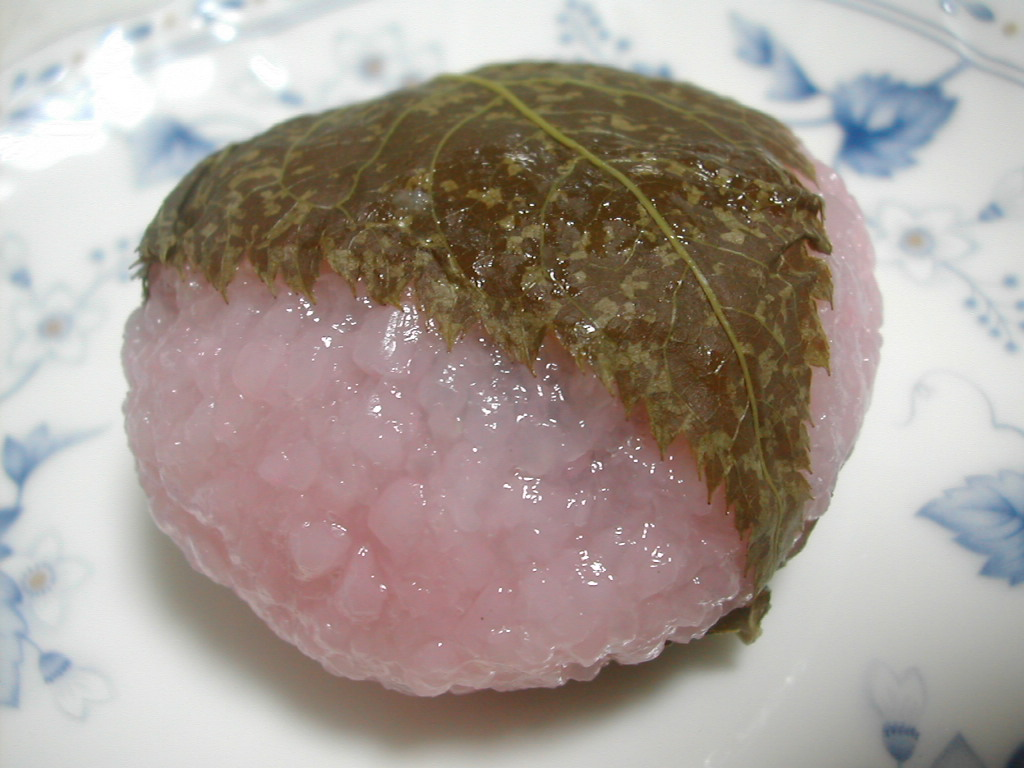
ساکورا موچی متشکل از موچی شیرین و صورتی رنگ و  (کیک برنج) و آن (پوره لوبیا)که با یک برگ  ساکورا (گیلاس) پوشانده می‌شود.
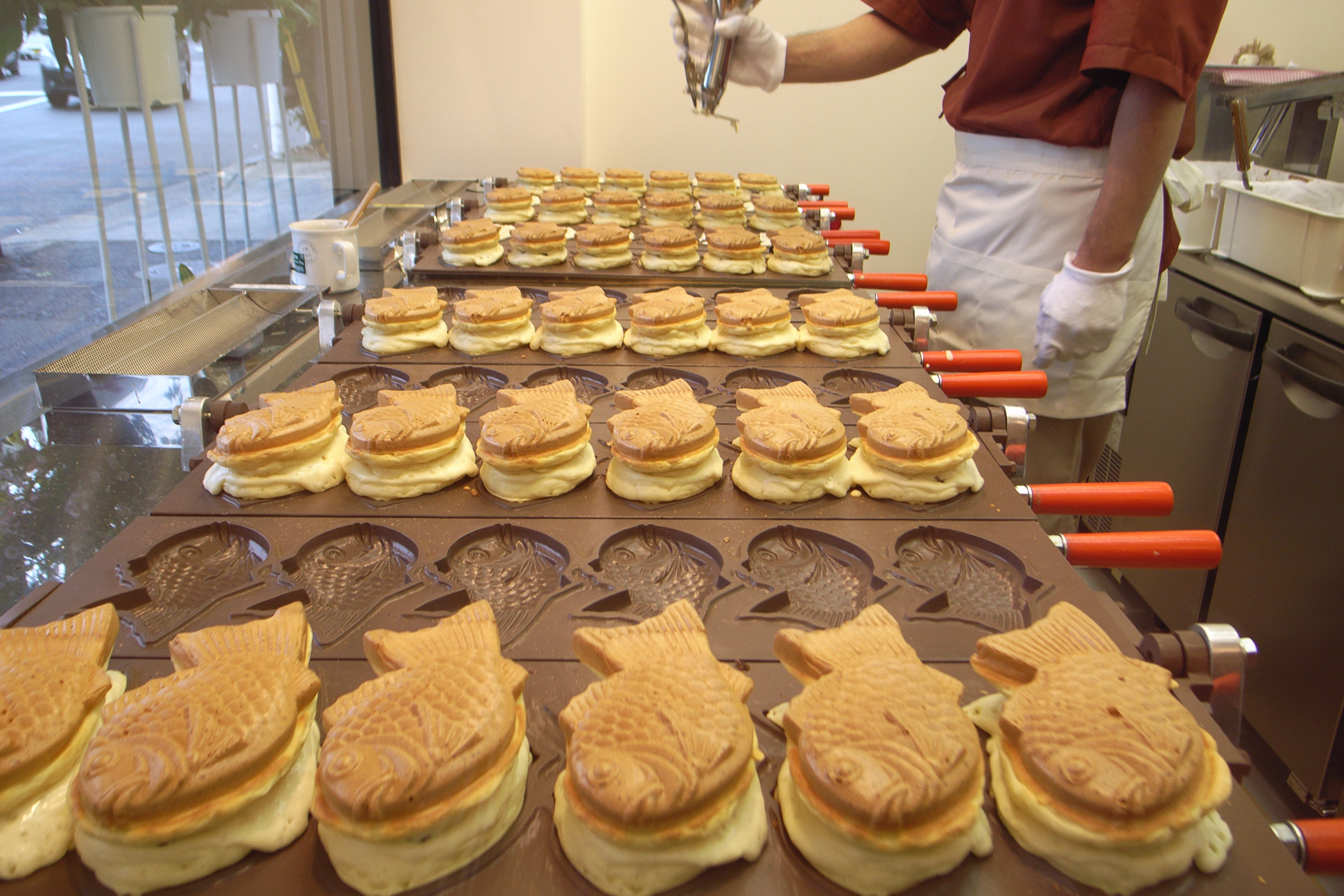
تای یاکی،  به معنای تحت‌الفظی شانک‌ماهیان،  در ژاپن نوعی کیک به شکل ماهی است.
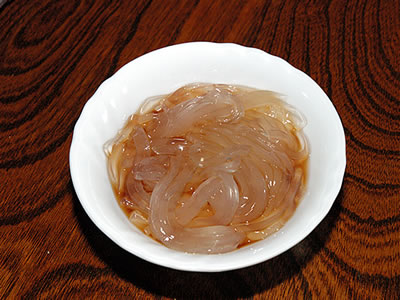
توکوروتن آماده شده با ژل استخراج شده از جلبک‌های دریایی نظیر  (تن‌گوسا) و اوگونوری  (گراسیلاریا) به وسیلهٔ جوشاندن و  فشار دادن ژله توسط دستگاه و شکل دادن ژله به مانند نودل.
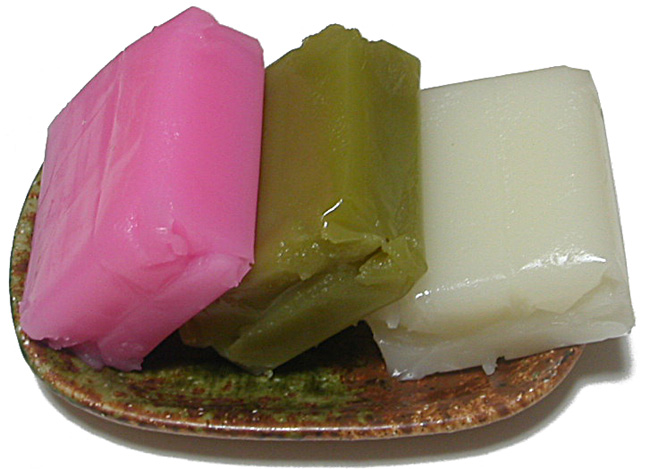
اوایرو یک کیک پخته شده سنتی ژاپنی ساخته شده از آرد برنج و شکر است.

W
- وارابی موچی
- واسانبون

Y
- یاتسوهاشی
- یوکان (شیرینی)
- یوبه‌شی

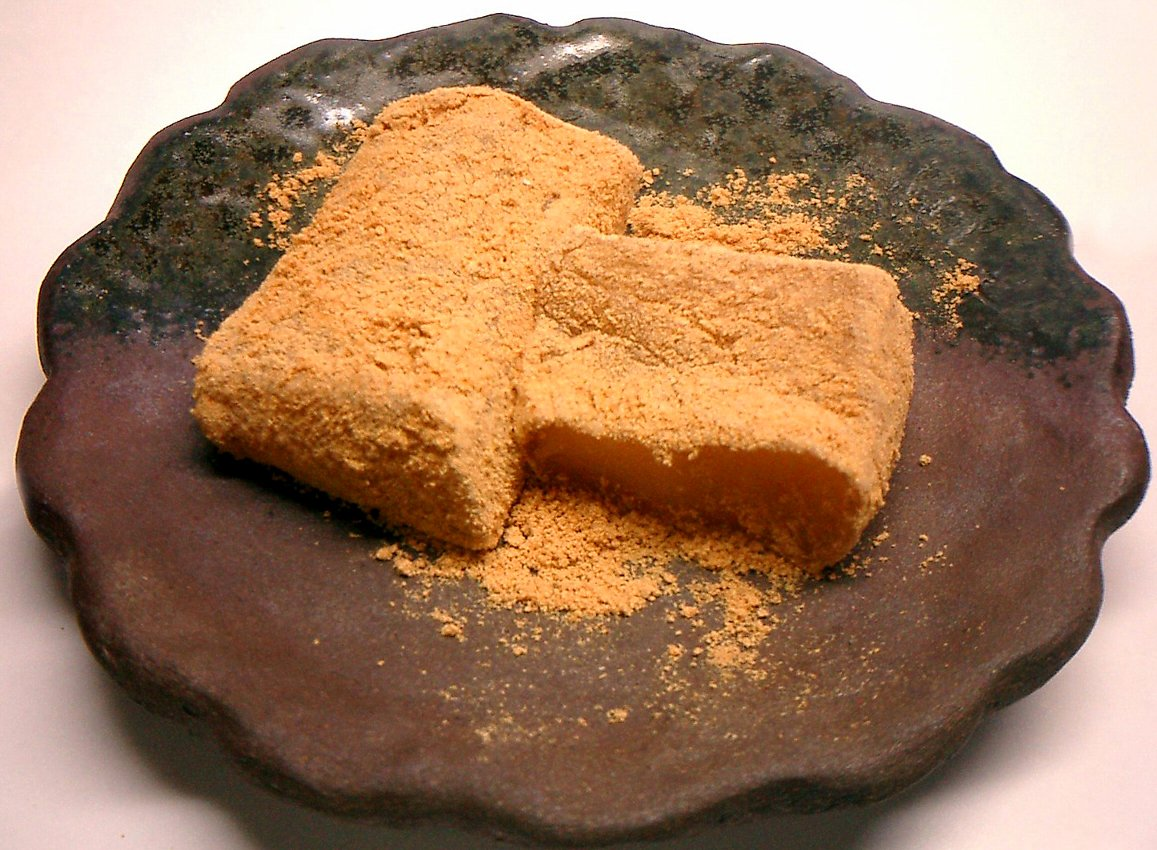
وارابی موچی نوعی شیرینی ژلاتین- فرم است که از کرف (گیاه) نشاسته ساخته شده و با کیناکو (سویا) پوشش داده شده‌است

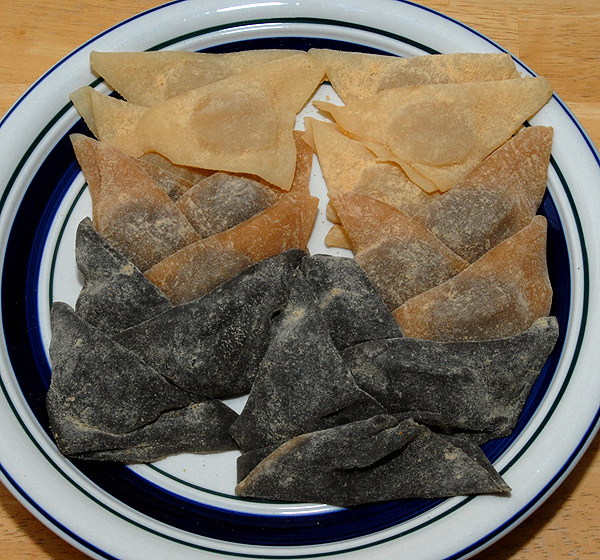
مجموعه‌ای از  یاتسوهاشی. طعم دهنده‌ها، از بالا به پایین، توفو، دارچین، کنجد هستند.
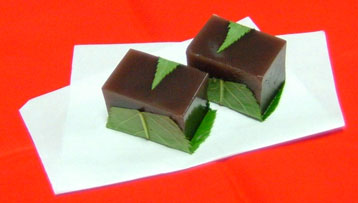
یوکان (شیرینی) دسر و ژله ای سفت است که از آن (پوره لوبیا), آگار،  و شکر   ساخته شده‌است . یوکان معمولاً در فرم بلوک فروخته می‌شود و در موقع خوردن برش داده می‌شود.